# Isaiah Likely
Isaiah Likely (Cambridge, 18 aprile 2000) è un giocatore di football americano statunitense che milita nel ruolo di tight end per i Baltimore Ravens della National Football League (NFL).

## Carriera

### Baltimore Ravens
Al college Likely giocò a football alla Coastal Carolina University. Fu nel corso del quarto giro (139º assoluto) del Draft NFL 2022 dai Baltimore Ravens. Segnò il suo primo touchdown contro i Tampa Bay Buccaneers nell'ottavo turno. Nell'ultimo turno fece registrare 8 ricezioni per 103 yard nella sconfitta per 27–16 contro i Cincinnati Bengals. La sua stagione da rookie si concluse con 16 presenze, di cui 2 come titolare, con 36 ricezioni per 373 yard e 3 marcature.
Nell'ultimo turno della stagione 2023 Likely andò a segnò per la quinta settimana consecutiva.
Nel primo turno della stagione 2024 Likely guidò la squadra con 9 ricezioni per 111 yard e un touchdown nella sconfitta contro i Kansas City Chiefs campioni in carica.